# Luis Márquez Martín
Luis Márquez Martín  (Sevilla, 1 de noviembre de 1971-Sevilla, 17 de abril de 2023) fue un futbolista español que se desempeñaba como centrocampista y que desarrolló la mayor parte de su carrera en el Real Betis Balompié.

## Biografía
Formado en la cantera del Real Betis Balompié, fue un futbolista con gran proyección en las categorías inferiores de la selección española. Ganó la Copa del Rey de juveniles de 1990 en un equipo del que formaba parte Cuéllar, Merino, Cañas o Loreto.
El 25 de febrero de 1990, con 18 años, debutó en partido oficial con el primer equipo contra el Palamós en la jornada 25 del Campeonato de Liga de Segunda División. En la temporada 91/92 fue elegido para formar parte de la plantilla del primer equipo. En 1994 consiguió el ascenso con los verdiblancos a la máxima categoría. Márquez fue titular hasta 1995, pero a partir de ese año pasa a la suplencia, a pesar de aparecer con frecuencia, hasta que la temporada 98/99 sólo juega 53 minutos repartidos en 3 partidos.
Al año siguiente recaló en el Real Valladolid, donde permanece dos campañas, en las que apenas contará. En total, Márquez ha jugado 90 partidos en Primera División.

## Clubes
| Club                      | País   | Año       |
| ------------------------- | ------ | --------- |
| Betis Deportivo Balompié  | España | 1988-1991 |
| Betis                     | España | 1989-2000 |
| Real Valladolid           | España | 1999-2001 |
| Pontevedra Club de Fútbol | España | 2002-2003 |
| Real Jaén                 | España | 2003-2005 |

## Muerte
El 17 de abril del 2023, a los 51 años, fallece de cáncer.